# Leslie Glass
Pour les articles homonymes, voir Glass.
Leslie Glass, née le 15 avril 1945, est une écrivaine, journaliste, dramaturge et documentariste américaine.

## Biographie
Elle amorce sa carrière au département de la publicité au magazine New York, dans lequel elle rédige des chroniques ultérieurement reprises dans Redbook et Cosmopolitan. Elle participe également à l'écriture d'épisodes du soap opera Haine et Passion (Guiding Light).
À partir de 1993, avec L'Heure du feu (Burning Time), elle amorce la publication d'une série de romans policiers ayant pour héroïne April Woo, dont plusieurs titres se retrouvent sur le New York Times Best Seller list.  
Elle enseigne au Sarah Lawrence College.

## Œuvre

### Romans

#### SérieApril Woo
- Burning Time (1993) Publié en français sous le titre L'Heure du feu, traduit par Édith Ochs, Paris, Éditions Payot & Rivages, coll. « Payot suspense », 1998, 386 p.  (ISBN 2-228-89165-7)
- Hanging Time (1995) Publié en français sous le titre L'Heure du pendu, traduit par Édith Ochs, Paris, Éditions Payot & Rivages, coll. « Payot suspense », 1999, 382 p.  (ISBN 978-2-2288-9496-8)
- Loving Time (1996) Publié en français sous le titre L'Heure du cœur battant, traduit par Julie Sibony, Paris, Éditions Payot & Rivages, coll. « Payot suspense », 2002, 462 p.  (ISBN 2-228-89521-0)
- Hanging Time (1995)
- Judging Time (1998)
- Stealing Time (1999)
- Tracking Time (2000)
- The Silent Bride (2002) Publié en français sous le titre Une mariée sous silence, traduit par Sacha Reins, Paris, Éditions Payot & Rivages, coll. « Payot suspense », 2007, 347 p.  (ISBN 978-2-228-90066-9)
- A Killing Gift (2003)
- A Clean Kill (2005)

#### Autres romans
- Getting Away with It (1976)
- Modern Love (1983)
- To Do No Harm (1992)
- Natural Suspect: A Collaborative Novel (2001)
- Over His Dead Body: A Novel of Sweet Revenge (2003)
- For Love and Money: A Novel of Stocks and Robbers (2004)
- Sleeper (2010)

### Nouvelles
- High Stakes: Eight stories of Gambling and Crime (2003)
- The Blue Religion: New Stories about Cops, Criminals, and the Chase (2008)

### Théâtre
- Strokes (1984)
- The Survivors (1989)
- On The Edge (1991)

### Films
- The Secret World of Recovery, documentaire (2012)
- The Silent Majority, documentaire (2013)